# .uk
.uk es el dominio de nivel superior geográfico (ccTLD) para Reino Unido.
Si bien oficialmente el código oficial según la norma ISO 3166 es .gb, en la práctica este no se usa.